# HDD Jesenice
Der HDD Jesenice (slowenisch: Hokejsko drsalno društvo Jesenice) ist ein slowenischer Eishockeyclub aus Jesenice, der 2013 als semiprofessioneller Verein gegründet wurde und seither parallel an der Alps Hockey League, ehemals Inter-National-League, sowie der Slowenischen Eishockeyliga teilnimmt.

## Geschichte
Nach der Saison 2011/12 ging der langjährige slowenische Spitzenklub HK Acroni Jesenice in die Insolvenz. Ein Jahr später wurde ein neuer Verein unter dem Namen Team Jesenice gegründet, der sogleich den Spielbetrieb in der Inter-National-League sowie der Slowenischen Eishockeyliga aufnahm. Im August 2014 wurde der Verein in HDD Jesenice umbenannt.
Im April 2015 gewann der HDD seinen ersten nationalen Meistertitel, als der Verein die Mannschaft des HDD Olimpija Ljubljana mit 3:1-Siegen schlug. 2014 und 2016 wurde Jesenice Vizemeister. 2016 startete HDD Jesenice mit 15 weiteren Mannschaften in der Alps Hockey League, die als Nachfolgeorganisation der Inter-National-League gegründet wurde. Mitte Oktober 2016 war Jesenice in zehn Spielen unbesiegt und Tabellenführer. 2017 und 2018 gewann der Klub seine zweite und dritte slowenische Meisterschaft und 2018 auch erstmals den Pokalwettbewerb.

## Spielstätte
Die Heimstätte des Clubs ist die Športna dvorana Podmežakla in Jesenice, die 4.500 Zuschauern Platz bietet.

## Trainer
- Gorazd Rekelj (2013–2014)
- Roman Pristov (2014–2015)
- Nik Zupančič (2015)
- Dejan Varl (2015–2016)
- Nik Zupančič (2016–2017)
- Gaber Glavič (2017–Nov. 2018)
- Marcel Rodman (seit Dez. 2018)

## Bekannte ehemalige Spieler
- Tomaž Razingar